# 荘務
荘務（しょうむ）とは、荘園内部の勧農・検断・徴税など、在地における実際の支配・管理を行うこと、またはその権限を持つ者。荘務に関する権限（すなわち荘園内部における行政・司法権）を荘務権（しょうむけん）と呼ぶ。

## 概要
元は国司が有していた令制国内部の国務に関する権限を継承したものである。荘園は度重なる寄進によって重層的な支配構造となっていたが、実際に直接あるいは雑掌などを派遣して、荘園内の在地勢力（荘官及び荘民）に対して諸権限を行使しえたのは荘務権を持っている職であり、本来本所とは荘務権を持つ職を指した。そのため、荘務権の所在を巡る相論もたびたび発生した。
だが、鎌倉幕府によって地頭が設置されて検断権を掌握し、更に在地勢力に発言権の高まりとともに本所及び荘務権そのものが衰退し、南北朝時代に守護請・地頭請あるいは在地の有力者などに一定額の年貢納入義務を引き換えに荘務を請け負わせる「請負荘園」の増加によって荘務権は有名無実化することになる。